# Myxilla columna
Myxilla columna är en svampdjursart som beskrevs av Patricia R. Bergquist och Fromont 1988. Myxilla columna ingår i släktet Myxilla och familjen Myxillidae. Inga underarter finns listade i Catalogue of Life.